# 闇からの一撃
『闇からの一撃』 (原題：Straight Between the Eyes) は、1982年に発表されたレインボーのアルバム。

## 概要
1981年のワールド・ツアー終了後にドン・エイリー（キーボード）が脱退。レインボーはオーディションでデイブ・ローゼンサルを新メンバーに選んて、カナダのモーリン・ハイツにあるレ・スタジオで本作を制作。前作『アイ・サレンダー』の製作途中で加入したジョー・リン・ターナーは、本作では曲作りにも全面的に参加した。本作は彼等にとって初のデジタル録音だった。
原題"Straight Between the Eyes"は、リーダーのリッチー・ブラックモアが1967年頃にロンドンの酒場でジェフ・ベックと会話を交わしていた時、ベックがジミ・ヘンドリックスの演奏を評して発した"He hits you straight between the eyes!"という言葉に基づいている。

## 収録曲
1. デス・アリー・ドライバー Death Alley Driver - 4:42
2. ストーン・コールド Stone Cold  - 5:17
3. ブリング・オン・ザ・ナイト Bring on the Night (Dream Chaser) - 4:06
4. タイト・スクィーズ Tite Squeeze - 3:15
5. テアリン・アウト・マイ・ハート Tearin' Out My Heart - 4:03
6. パワー Power - 4:26
7. ミス・ミストゥリーテッド MISS Mistreated - 4:27
8. ロック・フィーヴァー Rock Fever - 3:50
9. アイズ・オブ・ファイヤー Eyes of Fire - 6:37

## メンバー
- ジョー・リン・ターナー - ボーカル
- リッチー・ブラックモア - ギター
- ボビー・ロンデイネリ - ドラムス
- デイブ・ローゼンサル - キーボード
- ロジャー・グローヴァー - ベース